# ایالت برمه
ایالت برمه (به انگلیسی: State of Burma) دولت زمان جنگ برمه بود که توسط ژاپن در سال ۱۹۴۳ در جریان تصرف برمه توسط ژاپن در جنگ جهانی دوم ایجاد شد.